# Assemblearismo
L'assemblearismo è una concezione della democrazia che tende ad attribuire pieni poteri alle assemblee.

## Descrizione
Secondo la concezione assemblearista, le assemblee sono depositarie della volontà popolare. La democrazia viene interpretata come l'esercizio diretto da parte del popolo della propria volontà, per il tramite delle assemblee popolari.
Alle assemblee viene affidato il potere legislativo, regolamentare, esecutivo, e a volte anche quello giudiziario.
L'assemblearismo implica una concezione negativa del sistema della delega e della democrazia rappresentativa, viste come una sottrazione del potere al suo legittimo detentore, il popolo.
Il più importante filosofo sostenitore dell'assemblearismo è stato Jean-Jeacques Rousseau, con la teoria della volontà generale, espressa nell'opera Il contratto sociale.

## Storia
L'assemblearismo è una costante nella storia umana, presente seppur in forme molto diverse in ogni epoca storica.
Il primo esempio compiuto di assemblearismo di cui si ha notizia è l'Ecclesia, l'assemblea di tutti i cittadini di Atene, che votava le leggi redatte dalla Boulé, istituto della democrazia ateniese tra il V e il IV secolo a.C.
Forme di governo assembleari erano tipiche anche di alcuni popoli privi di una forma statuale forte, come alcune tribù dei Nativi americani, o di alcune polis nella forma della gherusia (consiglio degli anziani).
Il principio assemblearista si ritrova anche in alcuni dei movimenti di riforma religiosa del Basso Medioevo, insieme alla contestazione dell'autorità della Chiesa.  In seguito, nel Protestantesimo, il principio del "sacerdozio universale" sposta l'asse dalla Chiesa alle assemblee di fedeli e al rapporto diretto tra l'essere umano e Dio.
Se in epoca antica le forme di governo assolutiste erano preponderanti, e le forme assembleari erano invece minoritarie ed eccezionali, l'assemblearismo si afferma per la prima volta nella storia come alternativa all'assolutismo nella Rivoluzione Francese del 1789, in particolare tra i giacobini (specialmente durante le riunioni del Club), nell'Assemblea Nazionale Costituente originale, nella prima Convenzione nazionale (formalmente assemblearista è il tipo di governo della Prima Repubblica tra il 1792 e il 1793), e soprattutto nelle sezioni rivoluzionarie di Parigi che dominarono poi il Comune.

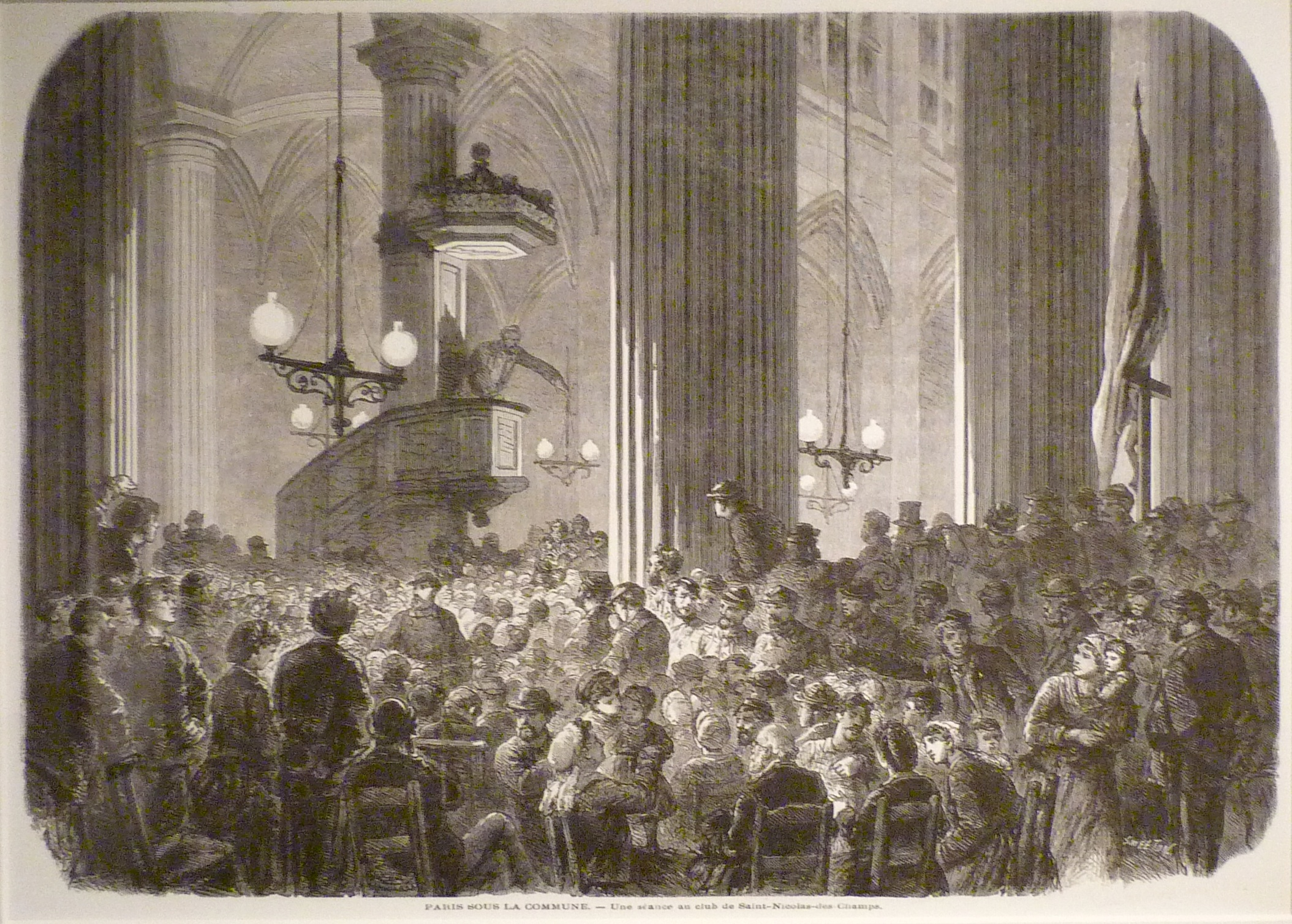
Riunione di un club rivoluzionario in una chiesa di Parigi durante la Comune di Parigi del 1871.

Il giacobinismo assemblearista trova poi la sua ulteriore realizzazione nella Comune di Parigi del 1871, che è la prima esperienza storica di governo propriamente assemblearista in età moderna.
Nella Rivoluzione Russa, trova ampio spazio l'ideologia assemblearista nella forma dei soviet, ma sulla democrazia dei soviet prevarrà invece l'idea di Lenin del partito come avanguardia del proletariato. Nel 1921 a Kronštadt scoppia una rivolta contro i bolscevichi da parte di rivoluzionari, soldati, marinai e cittadini, ispirata a un'idea di socialismo libertario e basato sull'autogoverno federativo, ma la rivolta sarà repressa nel sangue dall'Armata Rossa comandata da Leon Trotzky.
In tempi più recenti, l'assemblearismo caratterizzerà il movimento del Sessantotto, alcune esperienze socialiste come quella di Thomas Sankara in Burkina Faso, e il movimento no global negli anni novanta e nei primi anni duemila.
Nel periodo presente, le esperienze assembleariste più significative sono il neo-zapatismo in Messico, il confederalismo democratico del Rojava, e le esperienze localistiche delle comuni. Si rifa all'ideologia assemblearista anche il Socialismo del XXI secolo.

## Pensiero

### Jean-Jacques Rousseau

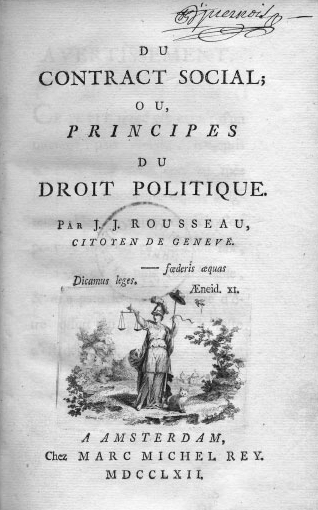
Frontespizio della prima edizione de Il contratto sociale, stampata ad Amsterdam nel 1762

Il primo testo fondamentale dell'assemblearismo è Il contratto sociale (1762) del filosofo svizzero illuminista Jean-Jacques Rousseau. In questa opera Rousseau delinea per la prima volta nella storia le basi ideali del futuro Stato democratico moderno. Uno dei concetti fondamentali esposti nell'opera è quello di volontà generale, che non è la somma delle volontà particolari, ma coincide con l'interesse generale, il bene pubblico di tutti. La volontà generale non è la volontà di tutti, ma la volontà per tutti. Compito dello Stato democratico è quello di perseguire l'interesse generale.
(Jean-Jacques Rousseau, Il contratto sociale, pag. 76)
Secondo Rousseau, la volontà generale si può raggiungere solo se il potere legislativo è esercitato direttamente dal popolo, in quanto soltanto il popolo nella sua interezza può operare nell'interesse di tutti. Rousseau quindi non crede nel valore della rappresentanza, in quanto essa favorirebbe il prevalere di interessi particolari.
Rousseau si rese conto che la volontà popolare, cioè la volontà di tutti, potrebbe discostarsi dalla volontà generale, cioè la volontà per tutti, affermando che «si vuole sempre il proprio bene, ma non sempre lo si scorge». Per questo, per uno Stato ben costituito è necessaria l'esistenza di un potere esecutivo e giudiziario distinto e indipendente rispetto a quello legislativo, che si occupi di applicare e far rispettare le leggi.
Inoltre, per avvicinare la volontà di tutti a quella per tutti, Rousseau aggiunse al suo disegno sociale un progetto pedagogico, esposto nell'Emilio, o dell'educazione, opera scritta nello stesso anno de Il contratto sociale, il 1762.
(Jean-Jacques Rousseau)

### Michail Bakunin
Michail Bakunin è stato uno dei fondatori dell'anarchismo moderno, e ha teorizzato una società anarchica governata da assemblee federate tra di loro. Nella sua forma di federalismo le decisioni andavano dal basso verso l'alto, in quanto un'assemblea più grande non poteva mai imporre il suo volere alle assemblee membro. Anche le attività economiche erano autogestite attraverso delle assemblee plenarie.

### Murray Bookchin

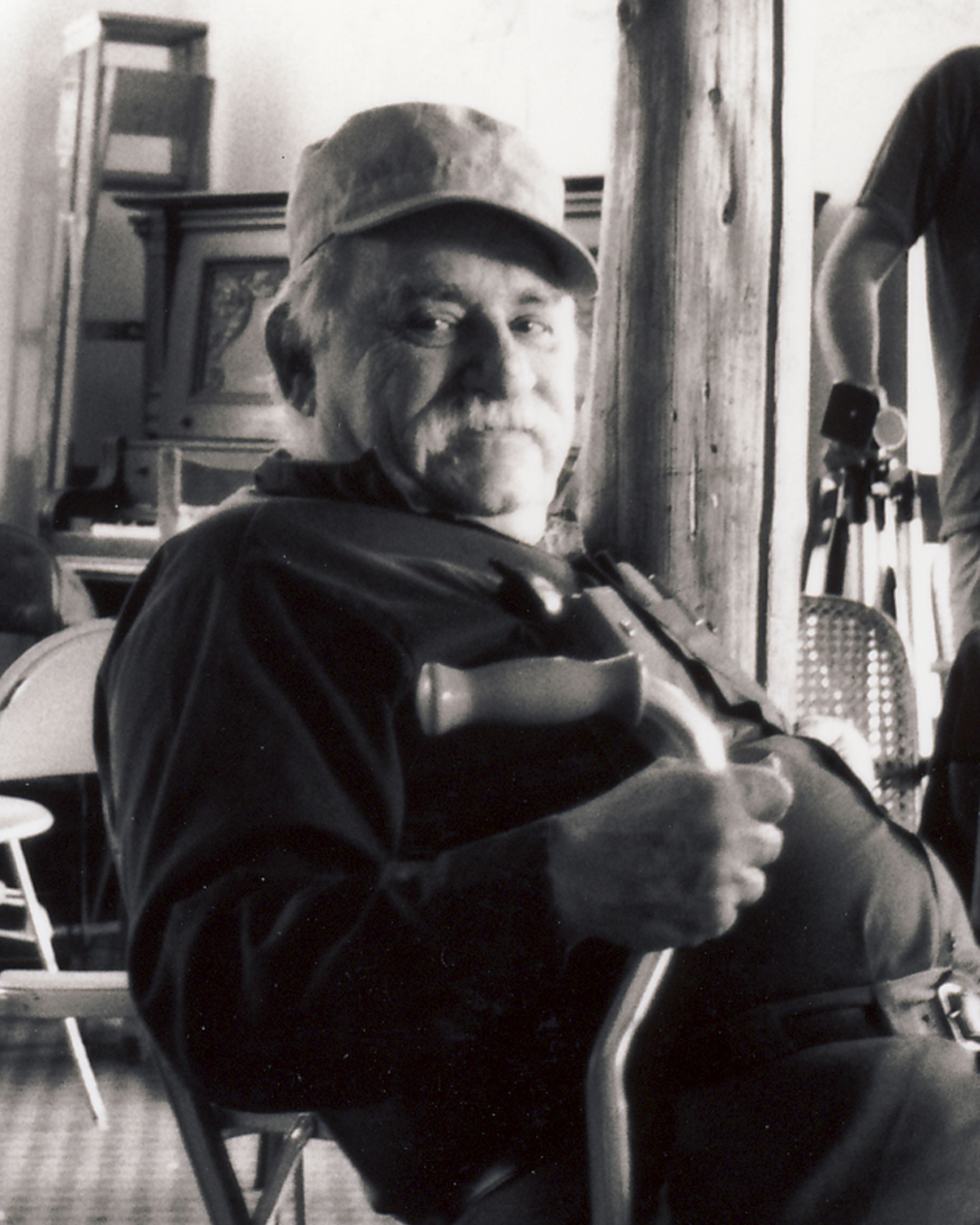
Murray Bookchin

Murray Bookchin è stato un filosofo anarchico statunitense sostenitore di una visione improntata all'ecologia sociale e al socialismo libertario. Nella sua opera From Urbanization to Cities (1987), Bookchin espone la sua proposta di una società socialista basata sulla federazione di comunità libere, chiamata "municipalismo libertario".
(Murray Bookchin, From Urbanization to Cities (1987))

## Critiche
L'assemblearismo è a volte associato al populismo e alla demagogia, in quanto secondo i suoi detrattori la mancanza di rappresentanza favorirebbe una ricerca immediata e facile del consenso popolare.

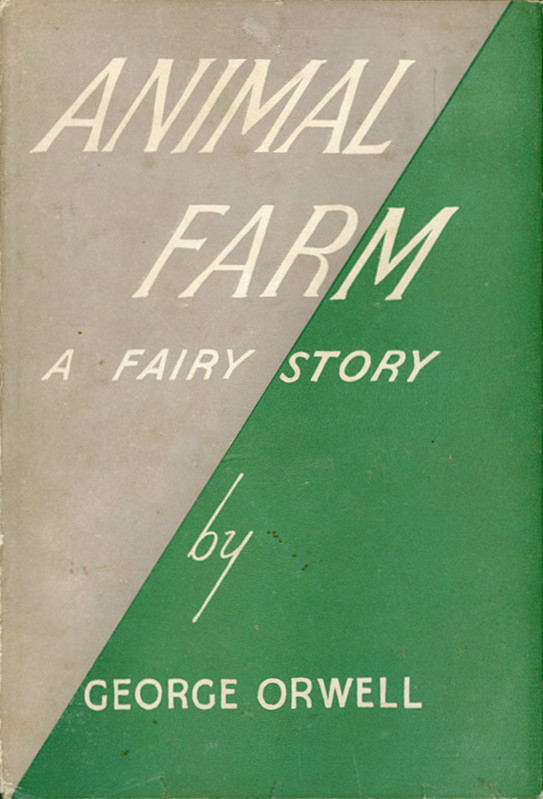
Copertina della prima edizione della Fattoria degli animali di George Orwell

L'assemblearismo poi potrebbe avere esiti opposti a quelli voluti dai suoi sostenitori, andando verso derive autoritarie e verso forme di totalitarismo. Infatti l'assemblearismo, in mancanza del sistema trasparente del mandato elettorale, favorirebbe la formazione di gruppi di potere non dichiarati che prendono il controllo dell'assemblea, come illustrato anche da George Orwell nel suo romanzo distopico "La fattoria degli animali".
Altro problema noto è quello della "dittatura degli attivi", cioè il fatto che le persone più attive riescono ad avere maggiore influenza sui processi decisionali.

## Assemblearismo e democrazia diretta
Assemblearismo e democrazia diretta sono due concetti simili ma non vanno confusi. Mentre la democrazia diretta è una forma di organizzazione politica o di governo, l'assemblearismo sottende una visione e un'ideologia politica. La democrazia diretta è uno degli strumenti e funzioni delle quali può dotarsi l'assemblearismo. Allo stesso modo la democrazia diretta è uno strumento che può essere utilizzato da diverse ideologie politiche, non solo dall'assemblearismo.

## Assemblearismo e partiti politici
L'assemblearismo non è una concezione necessariamente antitetica alla forma politica del partito, in quanto anche i partiti possono essere organizzati in forma assemblearista. Storicamente però la visione di una forma di governo centrata sui partiti politici si è contrapposta alla concezione assemblearista. 

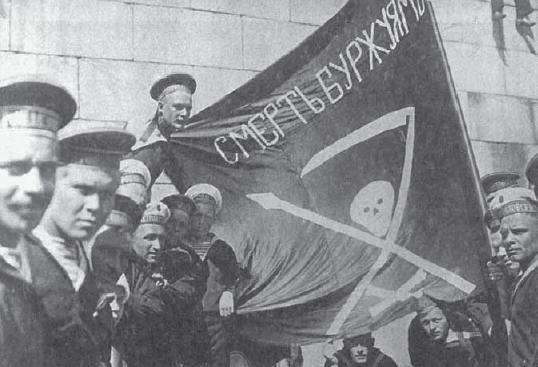
Insorti della marina imperiale zarista a Helsinki durante Rivolta di Kronštadt del 1921. Il testo della bandiera recita "Morte ai borghesi".

Lenin sostenne la necessità di un'organizzazione politica centrata sul Partito Comunista per il nascente Stato comunista in Russia, e l'instaurazione di una dittatura del proletariato che rendesse possibile il passaggio a una società comunista. D'altra parte, le componenti assembleariste della rivoluzione d'ottobre, rappresentate in particolare dai rivoltosi di Kronštadt, sostenitrici di una democrazia dei soviet, furono represse nel sangue nel periodo del terrore rosso.
Già nella Prima Internazionale avvenne la rottura tra i seguaci di Marx, sostenitori della necessità di una fase di passaggio statalista, e la corrente anarchica di Bakunin, più vicina a una visione assemblearista.
Nei movimenti del Sessantotto e degli anni settanta si consumò la rottura tra PCI e movimenti.

## Metodi decisionali e organizzazione
Le assemblee, all'interno di una concezione assemblearista della democrazia, possono adottare diversi metodi decisionali. I principali sono il voto a maggioranza e il metodo del consenso. Il metodo del consenso viene preferito in contesti dove i partecipanti all'assemblea sono in numero ridotto, e in contesti informali e spontanei (ad esempio nelle assemblee dei movimenti politici e di comitati di cittadini).
Per quanto riguarda le forme organizzative, la modalità propria dell'assemblearismo è quella di strutturarsi in assemblee auto-organizzate e autonome, prive di un'organizzazione gerarchica rigida e definita. Le assemblee si dividono in quelle a base territoriale, e quelle tematiche (gruppi di lavoro). Il coordinamento tra le assemblee avviene tramite un comitato dei referenti di ogni assemblea, oppure, in contesti ancor più orizzontali e non gerarchici, con assemblee informali periodiche a partecipazione libera, dove le decisioni vengono prese utilizzando il metodo del consenso.

## L'assemblearismo in Italia
In età moderna, il primo esempio storico di assemblearismo è stato il fenomeno dei consigli di fabbrica nel biennio rosso.

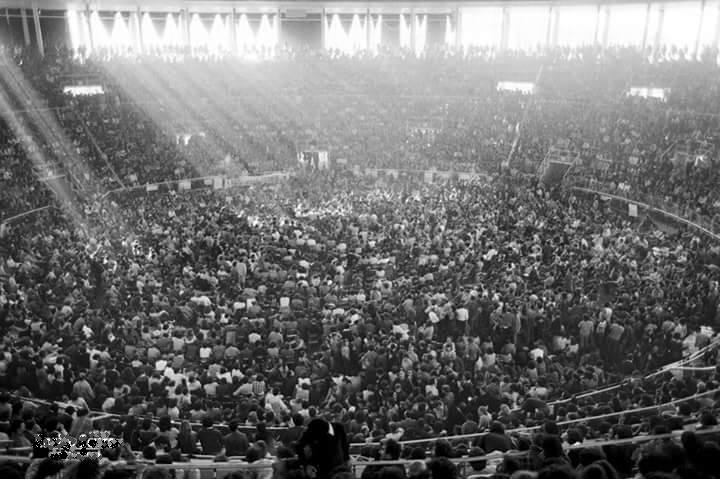
«Convegno nazionale contro la repressione», svoltosi a Bologna tra il 23 e il 25 settembre 1977.

L'assemblearismo poi caratterizza i movimenti studenteschi e della sinistra extraparlamentare del Sessantotto e degli anni settanta, culminando nel movimento del Settantasette, per poi arretrare di fronte all'avvento del terrorismo.
Negli anni ottanta, durante il riflusso, l'assemblearismo permane nel nascente movimento dei centri sociali occupati autogestiti.
Negli anni novanta e nei primi anni duemila, oltre che nei CSOA, l'assemblearismo ritorna in auge con il movimento no global, caratterizzato da una forte spinta alla partecipazione diretta e dal basso, che spesso prende le forme dell'assemblea orizzontale, nella quale i collettivi della sinistra extraparlamentare si riuniscono per prendere le decisioni politiche e operative più importanti.
Negli anni duemila, l'assemblearismo permane nei movimenti della sinistra extraparlamentare. L'impostazione assemblearista è fatta propria dal movimento per il referendum sull'acqua pubblica del 2011, dal movimento per i beni comuni, dal movimento No TAV, dal movimento contro il cambiamento climatico, e ancora dai centri sociali autogestiti, che siano presenti da lungo tempo o recenti.

## Wikipedia e l'assemblearismo
Anche Wikipedia è un esempio di assemblearismo, dove l'enciclopedia viene redatta grazie alla libera collaborazione di utenti che interagiscono all'interno di una comunità virtuale. La comunità funziona come un'assemblea virtuale permanente, che oltre a scrivere le voci dell'enciclopedia, stabilisce le proprie linee guida, ed amministra il rispetto delle regole interne e la convivenza tra gli utenti.

### Metodi decisionali e organizzazione
- Metodo del consenso
- Olocrazia
- Non conferenza
- Open Space Technology

### Assemblearismo e Socialismo
- Socialismo libertario
- Marxismo consiliare
- Rosa Luxemburg
- Murray Bookchin
- Confederalismo democratico
- Municipalismo libertario
- Ecologia sociale

### Critiche all'assemblearismo
- La fattoria degli animali
- Populismo
- Demagogia
- Dittatura della maggioranza
- Oclocrazia
- Anaciclosi
- Groupthink
- Autorità carismatica